# انگیر-یار (شهرستان چتکل)
انگیر-یار (به لاتین: Aygyr-Jar) یک منطقهٔ مسکونی در قرقیزستان است که در شهرستان چتکل واقع شده‌است. انگیر-یار ۲٬۸۶۴ نفر جمعیت دارد و ۱٬۶۰۹ متر بالاتر از سطح دریا واقع شده‌است.